# Colli Euganei bianco spumante
Il Colli Euganei bianco spumante è un vino DOC la cui produzione è consentita nella provincia di Padova.

## Caratteristiche organolettiche
- colore: paglierino.
- odore: vinoso con gradevole profumo caratteristico.
- sapore: secco o amabile, sapido, fine, vellutato.

## Produzione
Provincia, stagione, volume in ettolitri
- nessun dato disponibile